# Adolf Lieben
Adolf Lieben (Vienna, 3 dicembre 1836 – Vienna, 6 giugno 1914) è stato un chimico austriaco.

## Biografia
Studiò all'Università di Vienna, all'Università di Heidelberg (Ph.D. nel 1856 con Robert Wilhelm Bunsen), e a Parigi. Diventò docente privato all'Università di Vienna nel 1861 e in seguito professore in diverse università: a Palermo nel 1863, a Torino nel 1867, e a Praga nel 1871. Dal 1875  fino alla sua morte tenne la cattedra di chimica generale e farmacologica all'Università di Vienna. Fu membro dell'Accademia delle Scienze di Vienna.